# Rhyssa
Rhyssa ist eine Schlupfwespengattung in der Unterfamilie Rhyssinae. Das Taxon geht auf den Entomologen Carl Gravenhorst im Jahr 1829 zurück. Der Gattungsname leitet sich von dem altgriechischen Wort ῥυσσός (rhussós) mit der Bedeutung „gerunzelt“ ab. Typusart ist Ichneumon persuasorius Linnaeus, 1758. Rhyssa persuasoria  ist auch als „Holzwespen-Schlupfwespe“ bekannt, das „Insekt des Jahres 2025 in Deutschland“. In Deutschland gibt es neben dieser Art noch zwei weitere: R. amoena und R. kriechbaumeri.

## Merkmale
Die Schlupfwespen der Gattung Rhyssa lassen sich von verwandten Gattungen durch folgende Merkmale trennen: Sie sind ausgesprochen groß, der Clypeus weist einen medianen Zahn auf, das erste Sternit und Tergit sind nicht verschmolzen. Weiterhin sind sie allgemein schwarz-weiß-orange gefärbt mit weißen Flecken an den ersten vier Hinterleibssegmenten.

## Lebensweise
Die Schlupfwespen sind idiobionte Ektoparasitoide von Holzwespen (Siricidae) der Gattungen Sirex, Urocerus und Xeris. Deren Larven entwickeln sich im Holz von Koniferen und Zypressengewächsen. Die weiblichen Schlupfwespen bohren mit ihrem langen, dünnen Legebohrer ein Loch in das Holz, um ein Ei an der Wirtslarve abzulegen. Die Schlupfwespenlarve vertilgt die Wirtslarve und verpuppt sich später an der Stelle im Holz.

## Systematik
Die Gattung Rhyssa ist hauptsächlich in der Holarktis verbreitet. Rhyssa persuasoria wurde im Rahmen der biologischen Schädlingsbekämpfung in Australien und in Neuseeland eingeführt. Es gibt etwa 14 rezente Arten sowie 4 fossile.
Rezente Arten:
- Rhyssa alaskensis Ashmead, 1902 – westliche Nearktis
- Rhyssa alpina Wang & Hu, 1993 – China
- Rhyssa amoena Gravenhorst, 1829 – Paläarktis
- Rhyssa carina Wang & Hu, 1993 – China
- Rhyssa crevieri (Provancher, 1880) – östliche Nearktis
- Rhyssa hoferi Rohwer, 1920 – westliche Nearktis
- Rhyssa howdenorum Townes, 1960 – östliche Nearktis
- Rhyssa kriechbaumeri Ozols, 1973 – Westpaläarktis
- Rhyssa lineolata (Kirby, 1837) – Nearktis
- Rhyssa neotropicae Porter, 2002 – Honduras[2]
- Rhyssa persuasoria (Linnaeus, 1758) – Holarktis, Australien, Neuseeland
- Rhyssa ponderosae Townes, 1960 – westliche Nearktis
- Rhyssa ventralimacula Wang & Hu, 1993 – China
- Rhyssa verticpuncta Wang & Hu, 1993 – China

Fossile Arten:
- †Rhyssa antiqua (Heer, 1867) – Kalkstein (Typlokalität: Radoboj)
- †Rhyssa gulliveri Viertler et al., 2023 – Baltischer Bernstein (Typlokalität: Jantarny)[3]
- †Rhyssa juvenis Scudder, 1890 –  Kieselgur (Typlokalität: Green-River-Formation)
- †Rhyssa petiolata Brues, 1906 – klastisches Sedimentgestein (Typlokalität: Florissant-Formation)

## Bilder

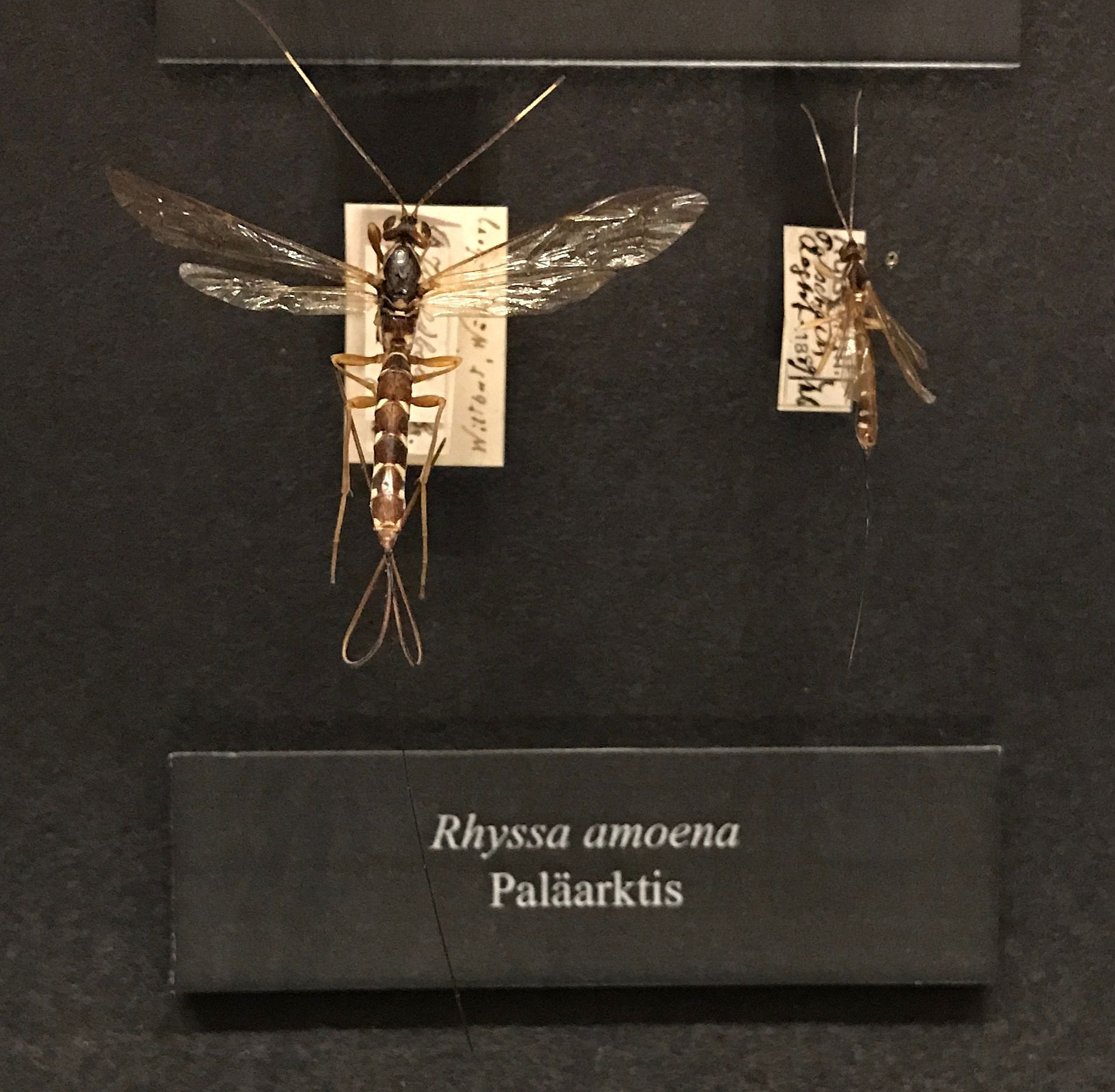
Rhyssa amoena ♀
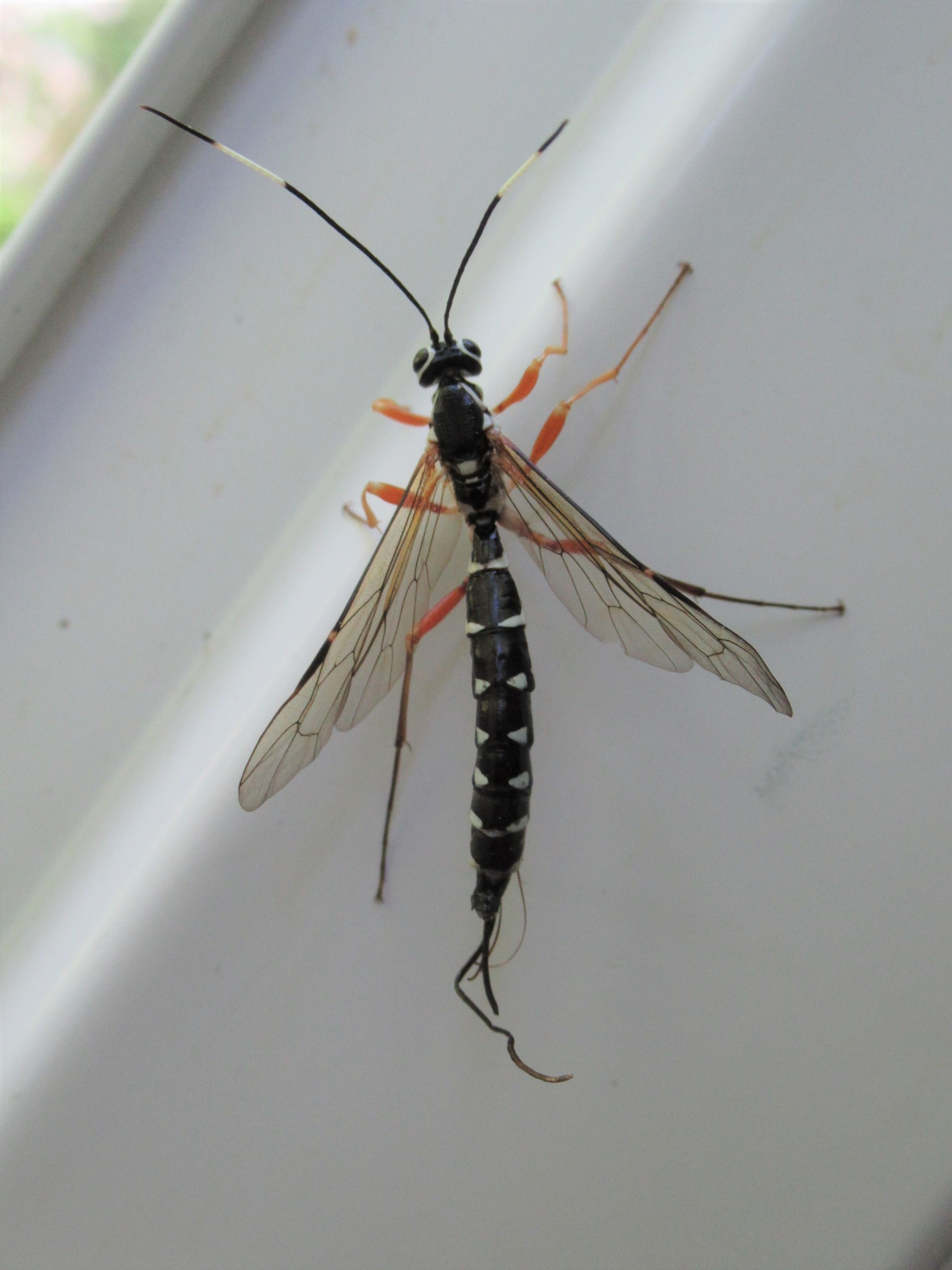
Rhyssa lineolata ♀
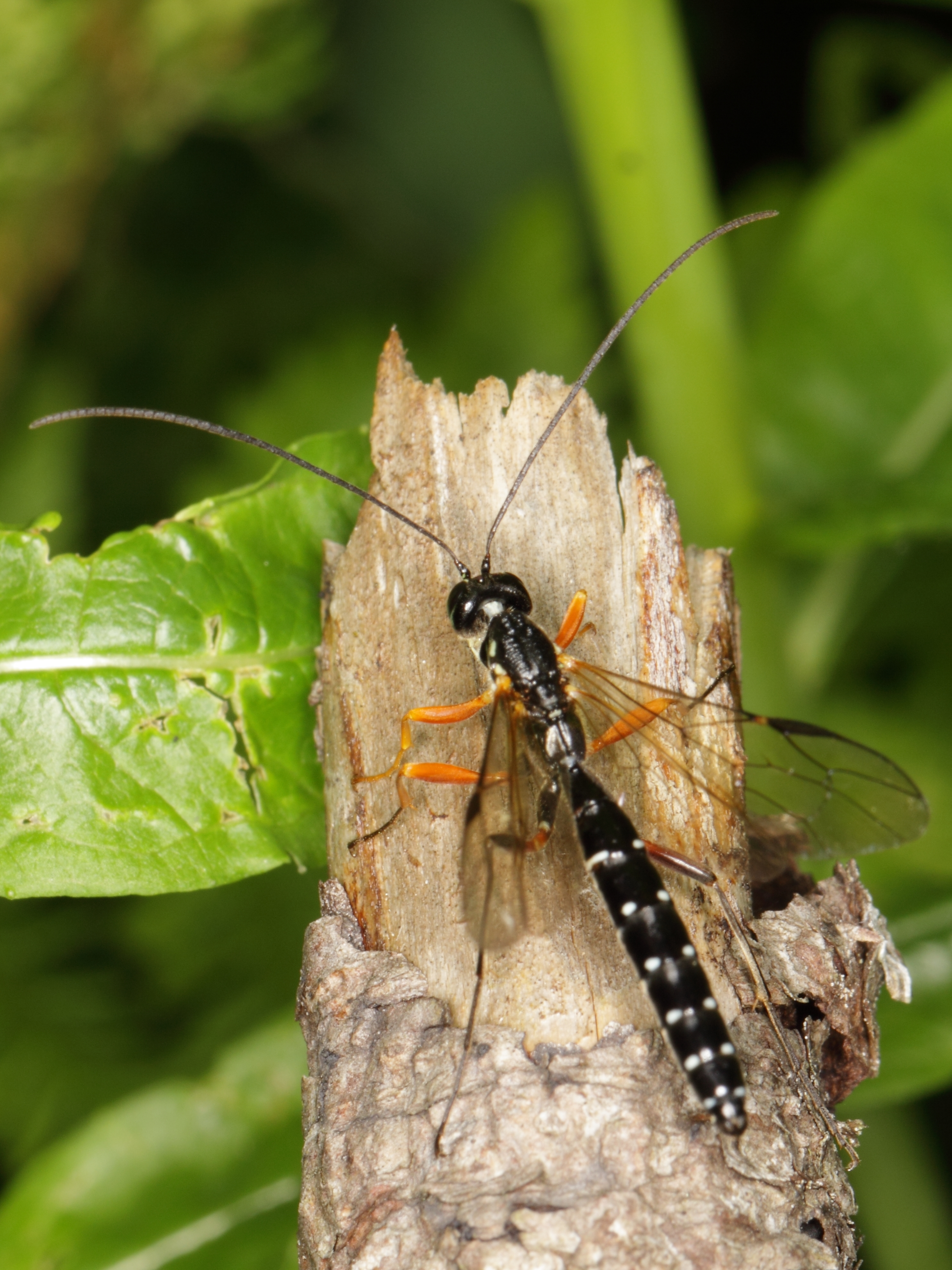
Rhyssa persuasoria ♂